# Challenger de Trieste
El Internazionali di Tennis Città di Trieste es un torneo profesional de tenis. Pertenece al ATP Challenger Tour. Se juega desde el año 2020 sobre pistas de tierra batida en Trieste, Italia.

## Palmarés

### Individuales
| Año  | Campeón                 | Finalista              | Resultado     |
| ---- | ----------------------- | ---------------------- | ------------- |
| 2020 | Carlos Alcaraz          | Riccardo Bonadio       | 6–4, 6–3      |
| 2021 | Tomás Martín Etcheverry | Thiago Agustín Tirante | 6–1, 6–1      |
| 2022 | Francesco Passaro       | Zhang Zhizhen          | 4–6, 6–3, 6–3 |

### Dobles
| Año  | Campeones                         | Finalistas                            | Resultado             |
| ---- | --------------------------------- | ------------------------------------- | --------------------- |
| 2020 | Ariel Behar Andrey Golubev        | Hugo Gaston Tristan Lamasine          | 6–4, 6–2              |
| 2021 | Orlando Luz Felipe Meligeni Alves | Antoine Hoang Albano Olivetti         | 7–5, 6–7(6-8), [10–5] |
| 2022 | Diego Hidalgo Cristian Rodríguez  | Marco Bortolotti Sergio Martos Gornés | 4–6, 6–3, [10–5]      |